# Daniel Azro Ashley Buck
Daniel Azro Ashley Buck (* 19. April 1789 in Norwich, Vermont Republic; † 24. Dezember 1841 in Washington, D.C.) war ein US-amerikanischer Politiker. Zwischen 1823 und 1825 vertrat er den vierten und von 1827 bis 1829 den fünften Wahlbezirk des Bundesstaates Vermont im US-Repräsentantenhaus.

## Werdegang
Daniel Azro Ashley Buck war der Sohn von Daniel Buck (1753–1816), der zwischen 1795 und 1797 für den Staat Vermont im US-Repräsentantenhaus saß. Der jüngere Buck zog mit seinen Eltern nach Chelsea in Vermont. Bis 1807 besuchte er das Middlebury College. Nach einem Studium an der US-Militärakademie in West Point wurde er 1808 Leutnant im Pionierkorps der US-Armee. Im Jahr 1811 quittierte er den Militärdienst und begann ein Jurastudium, das er aber bei Ausbruch des Britisch-Amerikanischen Kriegs unterbrach, um wieder in den aktiven Militärdienst einzutreten. Zunächst wurde er Oberleutnant in einer Artillerieeinheit und im Jahr 1813 wurde er Hauptmann einer Infanterieeinheit. Zwischenzeitlich war er bei der Aufstellung eines Freiwilligenregiments aus Vermont behilflich. Offiziell blieb er bis Juni 1815 in der Armee. Nach Beendigung seines Jurastudiums begann er in Chelsea in seinem neuen Beruf zu arbeiten.
Buck war Mitglied der Demokratisch-Republikanischen Partei. Nach deren Auflösung in den 1820er Jahren schloss er sich der kurzlebigen National Republican Party an, die in Opposition zur Demokratischen Partei von Andrew Jackson stand. Später ging die National Republican Party in der Whig Party auf. Zwischen 1816 und 1835 war Buck mehrfach Abgeordneter im Repräsentantenhaus von Vermont; zeitweise war er auch Präsident des Hauses. Zwischen 1819 und 1822 und nochmals von 1830 bis 1834 fungierte er als Bezirksstaatsanwalt im Orange County.
1822 wurde Buck im vierten Bezirk von Vermont in das US-Repräsentantenhaus in Washington gewählt, wo er am 4. März 1823 die Nachfolge von Elias Keyes antrat. Bis zum 3. März 1825 absolvierte er zunächst eine Legislaturperiode im Kongress. Im Jahr 1826 wurde er im fünften Distrikt erneut in den Kongress gewählt, wo er am 4. März 1827 den zuvor von John Mattocks gehaltenen Sitz übernahm. Da er 1828 nicht für eine weitere Amtszeit nominiert wurde, konnte er bis zum 3. März 1829 wieder nur für eine Legislaturperiode im Kongress verbleiben. Zwischen 1835 und 1839 arbeitete Buck als Angestellter für das Kriegsministerium. Im Jahr 1840 trat er in den Dienst des Finanzministeriums in Washington. In der Bundeshauptstadt ist er am 24. Dezember 1841 auch verstorben; er wurde auf dem Kongressfriedhof beigesetzt.